# アジア研究協会 (アメリカ)
アジア研究協会 (あじあけんきゅうきょうかい、Association for Asian Studies)はアメリカの学術団体で、アジアを専門分野とする研究者の連絡・情報交換を目的とし1941年に設立された。この分野の学会として最大のものと称し、著名なアジア研究者をふくむおよそ8000人の会員が所属している。学会誌は『アジア研究ジャーナル』。組織略称はAAS。日本語では「(米国)アジア学会」「アジア研究学会」とも呼ばれ、定訳はない。

## 沿革
アジア研究協会が1941年に発足した当初は遠東学会 (Far Eastern Association)という名前であった。当時はおもに東アジア地域の諸問題を扱う学会であった。初代会長は1948年に就任したアーサー・ハンメルである。1956年には現在の名前に改称し、アジア地域全体を研究対象とすることが決定された。この方針は1970年にはさらに推進され、東南アジア、南アジア、中国及び内陸アジア、北東アジアの4つの地域評議会 (Area Council)が設けられた。これらの評議会の目的はアジアの各地域の意見が学会と理事会に対して応分に反映されるようにすることであった。1977年には地区会議評議会 (Council of Conferences)が作られた。その趣旨は、アメリカ内外で開催されている地区別の学会を調整し、アジア研究者たちの必要によりよく応えるための手段を見つけることである。図書館についても地域ごとに、南アジア、東南アジア、東アジアの連絡組織がある。2012年現在の会長はハーバード大学のセオドア・C・ベスターである。

## 活動
アジア研究協会は毎年異なる都市で4日間の日程の年次大会を開いている。大会には例年、共同パネル、個人報告、ラウンドテーブル、ワークショップなど400件近いパネルが開かれる。そのうち共同パネルの場合、共通のテーマのもと3、4名の報告者と、司会、討議者らで報告、議論がおこなわれる。大会中は書籍や教材を紹介する100以上の展示も行われる。また評議会はアジア研究に関わる研究者と教員のために毎年9つの地区会議を支援している。
学会は年4回、『アジア研究ジャーナル (Journal of Asian Studies)』という学会誌も発行している。これはもともと The Far Eastern Quarterlyという名前で1941年11月に創刊された雑誌で、当時は漢字名で『遠東季刊』とも称していた。他にも1946年に定期刊行物として始まった『アジア研究図書目録』など派生的な出版も行っている。この図書目録は現在オンライン購読で利用できる。また学会員には学会の活動や死亡記事、公募情報などを掲載した「アジア研究ニューズレター」が年4回送付されている。
さらに学会にはアジア研究者の業績を表彰するための賞がいくつかある。1987年に始まったアジア研究協会特別功労賞は毎年1名(初期には2、3名)に送られている。過去の受賞者にはJ・ウィリアム・フルブライトやクリフォード・ギアツ、丸山真男、ベネディクト・アンダーソンなどがいる。他にモノグラフを対象とした図書賞があり、部門ごとにその分野で卓越した業績をあげた研究者の名前が冠されている。中国部門のレベンソン賞、内陸アジア部門のスミス賞、日本部門のホール賞、朝鮮・韓国部門のパレ賞などが毎年の大会で贈られている。

## 歴代会長の一覧
〈主な出典：〉
- Arthur W. Hummel, 1948
- Charles S. Gardner, 1949
- Harold S. Quigley, 1950
- Robert B. Hall, 1951
- Rupert Emerson, 1952
- Felix M. Keesing, 1953
- Kenneth S. Latourette, 1954
- エドウィン・O・ライシャワー, 1955
- L. Carrington Goodrich, 1956
- ヒュー・ボートン, 1957
- ジョン・キング・フェアバンク, 1958
- George B. Cressey, 1959
- W. Norman Brown, 1960
- Lauriston Sharp, 1961
- Earl H. Pritchard, 1962
- William W. Lockwood, 1963
- Arthur F. Wright, 1964
- Knight Biggerstaff, 1965
- Karl J. Pelzer, 1966
- ジョン・ホイットニー・ホール, 1967
- Holden Furber, 1968
- W. Theodore deBary, 1969
- Cora DuBois, 1970
- C. Martin Wilbur, 1971
- Robert E. Ward, 1972
- George T. Kahin, 1973
- Richard D. Lambert, 1974
- Ping-ti Ho, 1975
- マリウス・B・ジャンセン, 1976
- John M. Echols, 1977
- Richard L. Park, 1978
- ベンジャミン・I・シュウォルツ, 1979
- エレノア・ジョーデン, 1980
- Paul Wheatley, 1981
- Ainslee T. Embree, 1982
- G. William Skinner, 1983
- ジェームス・ウィリアム・モーリー, 1984
- Frank H. Golay, 1985
- Susanne Hoeber Rudolph, 1986
- Rhoads Murphey, 1987
- Robert J. Smith, 1988
- Barbara Stoler Miller, 1990
- Albert Feuerwerker, 1991
- テツオ・ナジタ, 1992
- デビッド・K・ワイアット, 1993
- Barbara Daly Metcalf, 1994
- Evelyn Sakakida Rawski, 1995
- キャロル・グラック, 1996
- ジェームズ・C・スコット, 1997
- Wendy Doniger, 1998
- Susan L. Mann, 1999
- ピーター・ドウス, 2000
- Charles Keyes, 2001
- David Ludden, 2002
- James Watson, 2003
- Mary Elizabeth Berry, 2004
- Barbara Watson Andaya, 2005
- Anand Yang, 2006
- Elizabeth J. Perry, 2007
- Robert Buswell, 2008
- K. Sivaramakrishnan, 2010
- Gail Hershatter, 2011
- Theodore C. Bestor, 2012